# Gračnica (reka)
za naselje glej Gračnica
Gračnica je okoli 20 kilometrov dolg levi pritok Savinje, v katero se izliva v naselju Gračnica pri Rimskih Toplicah. Je ena izmed slikovitih in bolj ohranjenih voda vzhodne Slovenije. Ob reki so rastišča ogroženih in endemičnih rastlinskih vrst.

## Tok Gračnice
Izvira na višini 460 m pri Planini pri Sevnici in se izliva na 200 m nadmorske višine v Gračnici pri Rimskih Toplicah. Njeno porečje je veliko 100 km².
Od naselja Tajhte do Malega Slapa oz. Počerenskega slapa je Gračnica počasi tekoča, saj teče po ravnini. Reka je tukaj v začetku regulirana, kasneje pa tvori številne meandre. Od 4 m visokega Malega (Počerenski slap) je padec večji, ki mu po 1 km sledi 8 metrov visok Veliki Slap oz. Slap pod Marofom. Del vode je nekoč poganjal žago. Reka potem teče naprej skozi slikovito sotesko Grohotje. V tem odseku je hitrost toka velika, v strugi pa so različno velike skale. Pod sotesko Grohotje je struga široka 5–10 m. Na mestih s počasnejšim tokom se useda mivka. Odsek zaznamujejo številni pragovi. V Mišjem dolu je na Gračnici postavljen visok jez (cca 4 m) - (elektrarna), manjši pa še v Brodnicah in v Zagračnici.

## Kulturne znamenitosti
V dolini Gračnice se nahajajo ostanki kartuzijanskega samostana v Jurkloštru, ki je bil ustanovljen leta 1170. Ohranjen je del obzidja, obrambni stolp in pokopališče.
V vasi Lokavec stoji spomenik, ki so ga postavili v spomin na partizanski boj z Nemci v dolini Gračnice med drugo svetovno vojno. Ko so se Nemci leta 1944 pred partizani zavarovali z živim zidom - z otroki, sta v boju padla en otrok in komandant Ilija Badovinac.